# Bahraich (miasto)
Bahraich – miasto w północnych Indiach w stanie Uttar Pradesh, na Nizinie Hindustańskiej.
Populacja miasta w 2001 roku wynosiła 168 376 mieszkańców.